# 布鲁克莱恩 (新罕布什尔州)
布鲁克莱恩（Brookline）是美国新罕布什尔州希尔斯伯勒縣内的一座城市。在2000年的人口普查中布鲁克莱恩有4181名居民。

## 历史
一开始布鲁克莱恩属于马萨诸塞州邓斯泰布尔县，后来属于新罕布什尔州西赫利斯。1769年布鲁克莱恩以“瑞比”为名建城。这个名字来于当时殖民总督约翰·温特渥，他以他的侄子第四位斯特拉福德伯爵、英国达拉谟郡瑞比城堡男爵命名了这座新的城市。1798年城市在一名重要市民的建议下改名为布鲁克莱恩，这个名字来自于马萨诸塞州的布鲁克莱恩。今天市内的一些建筑被列入美国国家史迹名录。10英里长的尼西提西特河流过布鲁克莱恩，这条河以盛产鳟鱼著称。

## 地理
按照美国人口调查局的数据布鲁克莱恩总面积为52.1平方公里，其中51.2平方公里为陆地面积，0.9平方公里为水面积，也就是说总面积的1.79%是水面。市内的最高点是白桦山的西尖，海拔247米。

## 人口
按照2000年人口普查的数据布鲁克莱恩有4181名居民，分1343户，1146个家庭。城市的人口密度为81.7人/平方公里。其中97.87%是白人、0.14%是美国黑人、0.19%是美洲土著人、0.62%是亚洲人、0.05%是太平洋土著人、0.22%是其他人种，0.91%是混血儿。西班牙裔或者其他拉丁美洲裔的人占0.91%。
在市内的1343户中51.9%有18岁以下的孩子，76.7%是结婚夫妇，5.7%是独自养护孩子的妇女，14.6%不是家庭，10.6%是单身汉，3.1%的户中有65岁以上的老人。平均每户有3.11人，每个家庭有3.36人。
市内33.6%的人在18岁以下、4.0%的人在18岁和24岁之间、35.7%的人在25岁和44岁之间、21.6%的人在45岁和64岁之间、5.0%的人在65岁以上。平均年龄为36岁。女子对男子的性别比为100：102.8。18岁以上的女子对男子的性别比为100：98.6。
市内每户的平均年收入为77,075美元，家庭的平均年收入为80,214美元。男子的平均年收入为55,417美元，女子的平均年收入为32,750美元。市内每人平均年收入为29,272美元。0.9%的家庭和0.8%的人生活在贫困线以下，其中包括0.9%的18岁以下的未成年人。65岁以上的老人没有生活在贫困线以下的。